# Helixanthera lambertiana
Helixanthera lambertiana är en tvåhjärtbladig växtart som först beskrevs av Julius Hermann Schultes, och fick sitt nu gällande namn av Rajasek.. Helixanthera lambertiana ingår i släktet Helixanthera och familjen Loranthaceae. Inga underarter finns listade i Catalogue of Life.